# Tyspanodes hemileucalis
Tyspanodes hemileucalis is een vlinder uit de familie van de grasmotten (Crambidae), uit de onderfamilie van de Spilomelinae. De wetenschappelijke naam van deze soort is voor het eerst voorgesteld als Diathraustodes hemileucalis door George Francis Hampson in een publicatie uit 1897.
De soort komt voor in Australië (Queensland).